# Zasilacz izotopowy
Zasilacz izotopowy – generator energii elektrycznej wykorzystujący rozpad pierwiastków promieniotwórczych jako źródło energii. Zasilacz taki wykorzystuje samoistnie następujący rozpad radioizotopów.
Rozróżniamy dwa rodzaje zasilaczy izotopowych:
- Termiczne zasilacze izotopowe - pracujące dzięki zachodzeniu rozpadów alfa. Np. z paliwem w postaci izotopu plutonu 238, energia jest wytwarzana w postaci ciepła i przetwarzana za pomocą przetwornika termoelektrycznego.

- Nietermiczne zasilacze izotopowe (bateria jądrowa) - pracujące dzięki zachodzeniu rozpadów beta. Np. z paliwem w postaci izotopu strontu 90 lub prazeodymu 147.

Przykładem termicznego zasilacza izotopowego jest SNAP-27, zawierający 3,8 kilograma plutonu 238, który stosowany był w misjach księżycowych programu Apollo 12-17. Zasilacz ten po 10 latach pracy wykazywał spadek mocy poniżej 10% w stosunku do wartości nominalnej 70 W.